# سفکرین
سفکرین (به صربی: Sefkerin) یک منطقهٔ مسکونی در صربستان است که در Opovo Municipality واقع شده‌است. سفکرین ۲٬۵۲۲ نفر جمعیت دارد و ۷۷ متر بالاتر از سطح دریا واقع شده‌است.